# Ronald S. Lauder Foundation
Die Ronald S. Lauder Foundation ist eine vom US-amerikanischen Unternehmer Ronald Lauder 1987 gegründete Stiftung, die jüdische Bildungseinrichtungen in 10 Ländern finanziert (Stand: 2019) und sich zum Ziel gesetzt hat, dadurch die jüdische Identität in diesen zu stärken. Seit Juli 2007 ist Lauder Präsident des Jüdischen Weltkongresses.

## Hintergrund
Nach der Shoah existierte in vielen Ländern Europas kaum noch ein jüdisches Gemeinde-, Kultur- und Bildungsangebot. Der Philanthrop Ronald S. Lauder investierte mehr als eine halbe Milliarde US-Dollar, um das zu ändern. Die Ronald S. Lauder Foundation hat sich zum Ziel gesetzt jüdisches Leben in Zentral- und Osteuropa zu stärken, indem Kindern und Jugendlichen der Zugang zur jüdischen Religion und Kultur ermöglicht wird. Die Foundation engagiert sich in Deutschland, Österreich, Bulgarien, Polen, Rumänien, der Slowakei, der Ukraine sowie in Tschechien, Ungarn und Weißrussland. In diesen Ländern wurden 37 (Stand:2019) jüdische Schulen und Bildungs- und Gemeindeeinrichtungen wie zum Beispiel Kindergärten ermöglicht. Der Fokus liegt auf den Städten Athen, Berlin, Budapest, Köln, Moskau, Prag, Rom, Sofia, Warschau und Wien. Insgesamt besuchten 2017 etwa 3800 Kinder diese Schulen.

## Aktivitäten (Auswahl)

### Deutschland
Die Ronald S. Lauder Foundation hat eine deutsche Unterorganisation, die Lauder Yeshurun mit Sitz in Berlin, die für die Bildungseinrichtungen in Deutschland zuständig ist und auch Begegnungsprogramme für jüdische Kinder und Jugendliche, Studierende und andere junge Erwachsene organisiert.
In Berlin betreibt die Ronald S. Lauder Foundation den Lauder Nitzan Kindergarten und seit 2008 die Lauder Beth-Zion Schule, eine staatlich anerkannte religiöse Gemeinschaftsschule. In Zusammenarbeit mit dem Zentralrat der Juden in Deutschland wurde 2009 das Rabbinerseminar zu Berlin wieder neu gegründet, das 1938 von den Nationalsozialisten zwangsgeschlossen worden war. In Würzburg unterstützt die Stiftung das Jüdische Gemeinde- und Kulturzentrum. Die Foundation betreibt auch eine deutschsprachige e-Learning-Schule, an der halachisch erzogene Kinder von sechs bis zehn Jahren Hebräisch und Religion am Computer lernen können.

### Österreich
In Österreich unterstützt die Stiftung den Lauder-Chabad-Campus, eine jüdische Bildungseinrichtung vom Kindergarten bis zur Matura, sowie die 2003 gegründete Lauder Business School in Wien. Außerdem finanziert sie seit dessen Bestehen das Büro der Anti-Defamation League in Europa, das seit 1998 seinen Sitz in Wien hat.

### Andere Länder
- Ronald S. Lauder School, Sofia, Bulgarien
- Lauder Gur Aryeh / Ohr Chadash Jewish Community Schools, Prag, Tschechische Republik
- Lauder Athens Jewish Community School, Athen, Griechenland
- Lauder Javne Jewish Community School, Budapest, Ungarn
- Lauder Morasha Primary & Middle School, Warschau, Polen
- Lauder Etz Chaim School, Moskau, Russland
- Lauder Shalom School, Tula, Russland[7]